# Arend van den Brandhof
Arend van den Brandhof (Leersum, februari 1793 – Terborg, april 1863) was een Nederlandse dominee. Hij was een van de drie dominees die een plan opstelde en in 1845 ook daadwerkelijk doorzette om zo'n 300 Groningse en Gelderse landarbeiders naar Suriname te laten emigreren.

## Levensverhaal
Van den Brandhof begon in 1813 in Utrecht aan een studie theologie. In 1821 werd hij predikant in Schalkwijk (nu gemeente Houten). In 1825 werd hij beroepen in Elst, bij Amerongen. Hier bleef hij lange tijd dominee.
Medio 1839 las hij een artikel over Suriname. Waarschijnlijk ontstond toen het idee daar als predikant naartoe te gaan. Hij besprak zijn ideeën in 1840 met zijn zwager dominee D. Copijn uit Wilnis. Copijn bracht Van den Brandhof in contact met de kerkelijke autoriteiten en met ambtenaren van het ministerie van Koloniën. In Suriname waren op dat moment echter geen vacatures voor dominees. Vanaf dat moment begon het plan te groeien om een kolonisatieproject te starten. In Nederland waren de economische omstandigheden in die jaren niet optimaal.
In 1845 vertrokken zo'n 300 mensen vanuit Nederland naar Suriname. Zij vestigden zich op de voormalige plantages Voorzorg en Mijn Vermaak. Het plan werd geen succes. In het eerste jaar stierf of vertrok een aanzienlijk deel van de immigranten. Ook Anna Pannekoek, de vrouw van dominee Van den Brandhof overleed al snel na aankomst. De situatie stabiliseerde enigszins nadat de overlevenden zich aan de overkant van de rivier de Saramacca in het dorpje Groningen vestigden.
Vanaf 1849 verhuisden de overblijvers in kleine groepjes naar Kwatta en Uitvlugt, in de omgeving van Paramaribo, waar natuurlijk een grotere afzetmarkt voor boerenproducten als melk was. De nazaten van deze emigranten staan in Suriname bekend als de boeroes.
In 1853 woonden er nog maar 43 mensen in Groningen. De kolonisatie aldaar moest als mislukt worden beschouwd. Van den Brandhof vertrok naar Nederland. Zijn uit Nederland meegenomen geprefabriceerde woning werd na zijn vertrek de woning van de districtscommissaris van Saramacca.
Van den Brandhof keerde met zeven kinderen terug naar Nederland. Hij woonde enkele jaren in Wijk bij Duurstede. Daarna vestigde hij zich in Terborg in de Achterhoek. Daar werd hij in april 1863 ook begraven.
Over het leven van Arend van de brandhof en zijn vrouw Anna Pannekoek bracht Marlies Medema in 2021 de roman Papieren Paradijs uit.